# ورزشکاه بازالی
ورزشکاه بازالی (به لاتین: Bazaly) یک ورزشگاه فوتبال در جمهوری چک است که در Slezská Ostrava واقع شده‌است.